# Helena Fulková
Helena Fulková (* 21. srpna 1980 Strakonice) je česká bioložka a genetička. Jako první v ČR naklonovala myš, čímž pomohla nahlédnout do mechanismu reprodukce a reprogramování buněk. Pracuje v Ústavu molekulární genetiky Akademie věd ČR. Věnuje se zkoumání reprogramace buněk a modifikace jejich funkčnosti.
Helena Fulková pochází z rodiny, která zasvětila svůj život vědě. Její dědeček Josef Fulka založil po druhé světové válce v Československu obor reprodukční biologie, otec Josef Fulka mladší pak v této disciplíně patří k světové špičce.

## Vzdělání
Vystudovala biologii na Přírodovědecké fakultě UK, kde následně získala doktorát v oboru vývojová biologie.

## Profesní kariéra
V současné době působí v Ústavu molekulární genetiky Akademie věd ČR a v Oddělení biologie reprodukce Výzkumného ústavu živočišné výroby v Uhříněvsi. V roce 2014 odjela na stáž na Tokijskou univerzitu, kde se začala věnovat základnímu výzkumu s geneticky modifikovanými myšmi a kde se jí podařilo naklonovat šest myších mláďat. To svedou jen čtyři laboratoře na světě – dvě v Japonsku a stejně tolik v USA. Pomocí terapeutického klonování se vědci snaží získat buňky pro léčbu chorob, se kterými si zatím medicína neví rady.

## Ocenění
Díky svému úspěchu s klonováním myší se stala laureátkou prestižní Prémie Otto Wichterleho 2015. V roce 2016 převzala od Nadačního fondu Neuron na podporu vědy Cenu Neuron pro mladé vědce v oboru medicína.

## Zajímavosti
První myší mládě, které se Heleně Fulkové podařilo naklonovat, dostalo jméno Monroe podle Nembutalu, jímž se slavná herečka údajně otrávila a který vědci používají jako anestetikum.